# 곽회
곽회(郭淮, ? ~ 255년)는 중국 후한 말 ~ 삼국 시대 위나라의 장군으로 자는 백제(伯濟)이며 병주 태원군 양곡현(陽曲縣) 사람이다. 관서 지방에 뼈를 묻어 강족과 촉나라를 상대로 맹활약했다. 하후현의 뒤를 이어 관서 군대의 최고 책임자까지 올랐다.

## 생애

### 관서 복무
건안 연간에 효렴으로 천거되었고 평원부승(平原府丞)을 지냈다. 이후 오관중랑장(五官中郞將) 조비가 기용해 그 밑에서 문하적조(門下賊曹)로 일하다가 승상 조조의 병조의령사(兵曹議令史)로 전임되었다. 215년, 조조의 한중군 정벌에 종군하였고, 한중에 남아 정서장군(征西將軍) 하후연의 사마(司馬)로 근무하였다.
219년, 질병으로 인해 출전하지 못한 사이 하후연이 촉장 황충에게 해를 당해 군중이 뒤숭숭하였다. 곽회가 흩어진 병사들을 수습하고 탕구장군(盪寇將軍) 장합을 총대장으로 추대하니 각 부대가 안정되었다. 다음 날, 유비가 한수를 도강하려 하였다. 장수들은 중과부적에 유비군이 기세를 타고 있으므로 강을 따라 진을 짜자고 하였다. 곽회가 말하길, “이는 약한 꼴을 보여 적을 꺾기 어렵게 합니다. 물에서 떨어진 채 진을 쳐 유비군을 유인하는 것만 못합니다. 반쯤 건넜을 때 습격하면 격파할 수 있습니다.”라 하였다. 유비는 의심하여 넘어오지 않았으며 곽회는 굳게 지킬 뿐 귀향할 마음이 없음을 표시하였다. 조조가 훌륭히 여겨 장합에겐 가절(假節)을 수여하고 곽회는 그 사마로서 계속 종사하게 하였다.
220년(연강 원년), 조비가 조조의 왕위를 계승하였다. 곽회는 관내후(關內侯)를 받고 진서장사(鎭西長史)로서 조진에 소속되었다. 정강호군(征羌護軍)을 대행해 좌장군 장합과 관군장군(冠軍將軍) 양추를 도와 정감(鄭甘)과 노수호(盧水胡) 토벌에 기여하였다. 조비의 위나라 황제 즉위를 경하하러 갔을 때는 도중에 병이 걸려 늦고 말았다. 조비가 정색하고 꾸짖기를, “옛날 우임금이 도산(塗山)에 제후들을 모이게 했을 적에 방풍씨(防風氏)가 늦게 와 처형하였소. 지금 온 천하가 같이 기뻐하는데[溥天同慶, 普天同慶, 보천동경] 경은 가장 지체하였소. 어째서인가?”라 하였다. 곽회가 답하길, “신이 듣건대 오제 시절엔 원래 덕으로써 사람들을 이끌었으나 하후(夏后)에선 정치가 쇠미해져 비로소 형벽(刑辟)을 썼다고 합니다. 지금은 당우시대(요순시대)가 도래했으니 신은 방풍씨의 일을 면할 줄로 압니다.”라 하였다. 조비가 기뻐하며 영옹주자사(領雍州刺史)로 발탁하고 사양정후(射陽亭侯)에 봉하였다. 224년(황초 5년), 정식 옹주자사에 올랐다.

### 제갈량 방어에 일조
안정군 일대에서 반항하던 강인(羌人) 두령 벽제(辟蹏)를 공격하여 항복시켰다. 강인과 호인(胡人)들이 귀부해올 때마다 인구 등 각종 정보를 치밀하게 수집하여 그 속사정까지 낱낱이 알았다. 다들 곽회가 신명하다고 칭찬하였다. 228년(태화 2년), 촉상 제갈량이 기산(祁山)을 통해 쳐들어왔다. 천수군을 순찰하고 있던 곽회는 급히 상규현(上邽縣)으로 달려갔다. 제갈량이 마속을 가정(街亭)에, 고상을 열류성(列柳城)에 배치하였다. 장합이 마속을, 곽회가 고상을 물리쳤다. 또한 농서군의 유명 강인 당제(唐蹏)를 부한현(枹罕縣)에서 무찔러 옹주자사에 건위장군(建威將軍)을 더하였다.
229년, 촉장 진식이 무도군과 음평군을 공략하였다. 응전하려 했으나 제갈량까지 건위(建威)로 오기에 물러났다. 230년, 촉장 위연과 오의가 강족이 있는 남안군께로 들어왔다. 후장군 비요와 함께 양계(陽谿)에서 맞붙었다가 패하였다. 231년, 제갈량이 또 노성(鹵城) 방면으로 침입해 상규에서 사마의를 요격하려 하였다. 곽회가 비요와 함께 막아섰다가 패퇴하였다. 당시 농우(隴右)엔 곡식이 없어 관중으로부터의 대량 수송 얘기마저 나올 정도였다. 곽회가 강인과 호인들을 위엄과 은혜로 어루만져 곡식을 조달받으니 군량이 충족해졌다. 양무장군(揚武將軍)으로 옮겼다.
234년(청룡 2년), 제갈량이 제5차 북벌을 일으켜 야곡(斜谷)을 나와 둔전을 운영하였다. 사마의도 위수 남쪽에서 대치하였다. 곽회가 진언하기를, ‘제갈량이 반드시 북원(北原)을 쟁탈하려 할 것이므로 마땅히 선점해야 한다’고 하였다. 많은 이들이 그렇지 않다고 하자 ‘만약 제갈량이 위수 건너 북원에 오른 후 북쪽의 산까지 아우른다면 농(隴)으로 가는 길이 끊어져 백성과 이민족들이 동요할 것’이라 예견하였다. 사마의가 옳다 여겨 곽회로 하여금 북원을 방비하게 하였다. 해자와 보루가 채 완비되기 전에 촉의 대병이 닥쳐와 곽회가 역격하였다. 며칠 후 제갈량군이 서쪽으로 움직였다. 다수가 서쪽 진영을 칠 모양이라고 하니 곽회 혼자 이는 서쪽으로 관심을 쏠리게 후 양수(陽遂)를 공취할 심산이라고 내다보았다. 과연 그날 밤에 제갈량이 양수로 전진했는데 미리 대비하고 있던 호준과 곽회가 적석(積石)에서 싸워 몰아냈다.

### 제갈량 사후로도 계속되는 분쟁
238년(경초 2년), 수선강후(守善羌侯) 탕심(宕蕈)이 촉의 음평태수 요화에게 공격당했다. 곽회가 광위태수 왕윤(王贇) 및 남안태수 유혁(游奕)에게 요화 토벌을 지시하였다. 얼마 뒤 조예에게 상서하여 ‘왕윤과 유혁 등이 산을 사이에 두고 동서로 갈라져 압박하고 있으며 곧 완파할 것 같다’고 하였다. 조예는 병세가 너무 흩어졌다며 곽회더러 유혁한테 요처에 있지 않은 병영은 더 좋은 곳으로 옮기라고 어서 전하게 하였다. 미처 도달하기 전에 유혁군이 깨지고 왕윤은 유시(流矢)에 맞아 사망하였다. 240년(정시 원년), 농서군을 침범한 촉장 강유를 강중(彊中)까지 따라갔다. 강유가 철퇴한 후 강인 미당 등을 토평하고 저인 부락 3,000여 가를 안무하여 관중으로 이주시켰다. 좌장군이 되었다.
양주의 휴저호(休屠胡)인 양원벽(梁元碧) 등이 2,000여 가를 데리고 옹주로 귀부하였다. 곽회가 주청을 올려 이들을 안정군 고평현(高平縣)의 주민으로 받아들였다. 그 후 이로 인해 서주도위(西州都尉) 혹은 서천도위(西川都尉)가 설치되었다. 전장군에 임명되었으며 옹주자사직은 여전히 유지하였다. 244년, 정서장군이자 도독옹양주제군사(都督雍涼州諸軍事)인 하후현이 촉나라 정벌을 개시하였다. 곽회가 그 선두를 담당했는데 형세를 살펴보니 불리하여 철수하였다. 그 때문에 대패하지 않았으며 돌아와 가절(假節)을 받았다.

### 강족의 대규모 반란을 평정
247년, 농서군, 남안군, 금성군, 서평군 일대의 강족 아하소과(餓何燒戈), 벌동(伐同), 아차새(蛾遮塞) 등이 서로 결합해 반란하였다. 이들은 성읍을 치는 동시에 촉나라 군대를 불러들였다. 양주의 저명 호인 치무대(治無戴)도 이들에게 호응하였다. 토촉호군(討蜀護軍) 하후패가 위시(爲翅)에 주둔하였다. 곽회는 농서군 적도현(狄道縣)에 다다랐다. 휘하에선 응당 부한현부터 정리해야한다고 하였으나 곽회는 강유가 하후패를 찌를 것이라 보고 풍중(渢中)을 거쳐 남쪽의 하후패에게로 향하였다. 과연 강유가 위시로 진공했다가 적절히 도착한 곽회군으로 인해 회군하였다. 이어서 곽회는 아하소과를 참하고 만여 부락을 항복시켰다.
248년, 아차새 등은 농서군 하관현(河關縣)과 금성군의 백토고성(白土故城)에서 황하를 끼고 대항하였다. 곽회는 상류에서 작전하는 것처럼 모습을 드러내고는 은밀히 하류에서 도하하여 백토성을 점거한 후 습격해 대파하였다. 치무대는 무위군을 침탈하고 있었는데 그 가속은 서해군에 있었다. 이에 서해군으로 빠르게 진격했는데 마침 귀환하는 치무대를 용이(龍夷) 이북에서 만나 패주시켰다. 복귀하는 길에 석두산(石頭山) 서쪽에서 준동하던 금성군 영거현(令居縣)의 이민족 무리도 분쇄하였다.
강유가 석영(石營)에서부터 강천(彊川)으로 가 치무대를 맞이하고 요화는 성중산(成重山)에 진지를 건설해 패배한 강인들을 거두었다. 곽회도 이에 대응해 병력을 둘로 나누려 하였다. 장수들이 강유군은 서쪽으로 호인에 접하고 요화군은 험한 곳에 자리를 잡았으니 군을 양분한다면 도리어 약해져 나아가도 강유를 제압할 수 없으며 물러서도 요화를 무너트릴 수 없다고 하였다. 한데로 뭉쳐서 서진함으로써 호인과 촉나라의 관계를 단절시키는 것이야말로 벌교(伐交)의 병법이라고 하였다. 곽회가 답하길, “생각치 못한 때에 요화를 기습한다면 강유는 불안해 뒤를 돌아볼 수밖에 없소. 강유가 온 힘을 다해 올 것을 감안하더라도 요화를 쓰러뜨리기엔 충분하오. 게다가 강유를 분주히 움직여 피폐하게 만들 수 있소. 서쪽으로 멀리 가지 않아도 호인과의 관계는 저절로 찢어질 것이니 이야말로 일거양전(一擧兩全)의 책략이오.”라 하였다. 하후패 등으론 답중(沓中)의 강유를 쫓게 하고 곽회는 요화를 엄습하였다. 강유는 요화를 구원하러 달려왔고 모든 것이 곽회가 꾀한 대로 되었다. 도향후(都鄕侯)로 진봉되었다.

### 관서의 최고 책임자까지 올라
249년(가평 원년), 정서장군과 도독옹양제군사를 맡았다. 후임 옹주자사로는 진태가 부임하였다. 강유가 국산(麴山)에 기반해 성 두 개를 축조하고는 아문장(牙門將) 구안과 이흠(李歆) 등을 위치시키고 강인과 호인들을 모아 여러 군을 핍박하였다. 진태가 건의하길, “국성(麴城)이 견고할지라도 자국에서부터 멀고 험한 길로 양식을 운반해와야만 합니다. 강이(羌夷)는 강유의 노역에 괴로워하지 기꺼이 따르는 게 아닙니다. 성을 포위만 하고 있어도 칼에 피 묻히지 않고 함락할 수 있습니다. 원군이 있어도 산길이 험난해 기동이 어렵습니다.”라 하였다. 곽회가 받아들여 진태로 하여금 토촉호군 서질과 남안태수 등애 등을 거느리고 보급로를 끊게 하였다. 강유가 구안 등을 구하기 위해 우두산(牛頭山)에서 나왔다. 진태는 각 부대에겐 수비만 지속하게 한 채 곽회에게 헌책하길 ‘자신이 남쪽으로 백수(白水)를 건넌 후 물을 따라 동쪽으로 가는 동안 곽회는 우두산으로 질주해 강유의 퇴로를 차단하자’고 하였다. 곽회가 승낙해 조수(洮水)로 이동하였다. 강유는 포위망이 완성되기 전에 달아났고 고립무원에 빠진 구안 등은 투항하였다.
250년, 관우(關右)에 30여 년을 있으면서 밖으로는 적을 응징하고 안으로는 백성과 이민족을 편안히 하였다. 여러 공적들이 인정받아 관직은 거기장군, 의동삼사(儀同三司)에 이르고 지절(持節)을 받았으며 도독 권한은 여전하였다. 작위는 양곡후(陽曲侯)로 올랐고 식읍은 모두 합쳐 2,780호였는데 300호를 분할해 아들 한 명이 정후(亭侯)에 봉해졌다.
251년, 왕릉 일당이 사마의에게 주살되었다. 곽회의 아내는 왕릉의 누이였기에 그녀도 연좌되어 어사(御史)가 잡으러 왔다. 부하들과 강(羌)·호(胡)의 수령[거수, 渠帥] 수천 명이 만류하는 표를 올리라고 곽회에게 머리를 조아리며 청하였다. 부인이 호송길에 오르자 울지 않는 이가 없고 저마다 분노를 표하며 강제로 못 가게 하려 하였다. 다섯 아들도 피가 흐를 정도로 머리를 찧으며 곽회에게 간청하였다. 곽회가 차마 더 이상 볼 수 없어 수천 기(騎)로 쫓아가게 해 수일 만에 데려왔다. 사마의에게 편지해, “다섯 아들이 어미를 애타게 사랑해 그 자신도 아끼지 않습니다. 혹여 어미가 없으면 다섯 아들도 없고 다섯 아들이 없으면 곽회 역시 없습니다. 아내를 되찾아온 것이 법에 허용되지 않는다면 제가 모든 책임을 지고 황제 앞에서 당연히 죄를 받겠습니다.”라고 하니 용서를 받았다. 255년(정원 2년)에 세상을 떠나 대장군이 추증되고 시호는 정후(貞侯)라 하였다.

## 삼국지연의

### 조홍 보좌
사서가 아닌 소설 《삼국지연의》에서는 제70회에 한중의 남정(南鄭)을 진수하던 조홍군의 행군사마(行軍司馬)로 첫 등장한다. 장합이 과실이 있으면 군명을 달게 받는다는 조건으로 탕거 전투(와구관 전투)에 나섰다가 져서 돌아온다. 조홍이 처형하려고 하니 곽회가 한 번 더 기회를 줘서 가맹관(葭萌關)으로 출격시켜보자고 제안한다. 장합은 또 패한다. 곽회가 다시금 조홍을 말려 장합을 살린다.

### 조진 보좌
제91회, 제갈량이 제1차 북벌을 시작한다. 제93회, 하후무 대신 대도독이 된 조진이 영옹주자사 곽회를 부도독으로 채용한다. 군사(軍師) 왕랑이 노구임에도 제갈량과 설전을 벌이다 숨을 거둔다. 곽회는 제갈량이 초상을 틈타 내습할 것이라 보고 위군을 네 갈래로 나눠 두 부대는 역습을, 다른 두 부대는 매복했다가 요격하는 안을 세우는데 제갈량한테 간파당해 패전한다. 제94회, 이번엔 서강을 끌어들여 촉군을 앞뒤에서 협공하지만 또다시 크게 패한다. 결국 사마의가 평서도독(平西都督)이 되어 원군으로 온다. 제95회, 조진은 미성(郿城)을 수비하게 된다. 조진과 곽회는 사마의만 공을 가져갈까봐 곽회를 가정으로 분견한다. 사마의가 먼저 가정을 점령했단 소식에 열류성으로 전환해 가는데 마침 퇴각해오던 위연·고상·왕평 일행을 만나 섬멸한다. 다만 열류성 역시 사마의가 선점한 상태다. 촉군 추격으로 변환해 기곡(箕谷)의 조운을 뒤쫓는데 선봉장 소옹은 척살당하고 만정은 목숨만 건지는 등 실패한다.
제97회, 제갈량이 제2차 북벌을 감행한다. 진창성(陳倉城)의 학소·왕쌍과 달리 기산의 조진은 비요를 잃는 등 고전한다. 제98회, 태상경(太常卿) 한기가 와서는 ‘나가 싸우지 말고 고수만 하라’는 조예의 조서를 전한다. 사마의가 조진에게 공로를 돌리고자 자신의 의견임을 숨겼는데도 곽회가 알아채며 훗날 촉병을 감당해낼 이는 사마의일 것이라 예언한다.

### 사마의 보좌
조진이 병이 나 낙양으로 돌아간 사이 제갈량의 제3차 북벌이 발발해 사마의가 대도독으로 발령된다. 제99회, 음평·무도 두 군의 연락이 끊긴다. 사마의의 명에 따라 손례와 함께 그 배후를 엄습해 두 군을 구하려 하지만 왕평과 강유가 벌써 함락해서는 성밖에 포진해있다. 계략이 있을 것 같아 철수하는데 진즉에 매복해있던 제갈량에게 깨진다. 제101회, 제갈량이 제5차 북벌에 나서 노성을 차지하고는 농산(隴山) 일대의 밀을 수확한다. 곽회가 사마의에게 제의해 같이 공성전을 벌이지만 성밖 네 지점에 숨어있던 복병에 당한다. 반전을 위해 옹주와 양주의 인마를 동원해 검각(劍閣)을 급습하는 안을 짜지만 이마저 성공하지 못한다.
제102회, 제갈량이 제6차 북벌을 실시해 사마의가 위수에서 대적한다. 곽회가 조언하기를, ‘촉군이 위수를 건너와 북쪽의 언덕과 산을 이어 농으로 가는 길을 봉쇄한다면 큰 근심’이라 한다. 사마의가 곽회와 손례로 하여금 북원을 방비시킨다. 내침해온 위연과 마대를 사마의의 매복 작전에 따라 물리친다. 제갈량이 개발한 목우유마를 사마의가 복제해 사용한다. 왕평이 북원 부근에서 운송대를 습격한다. 곽회가 탈환하러 가니 왕평이 몰래 목우유마의 혀를 비틀고는 일부러 내버려둔다. 곽회가 몰고 오려는데 꿈쩍도 하지 않아 당황하던 차 강유, 위연, 왕평의 합공을 당해 패주한다. 다시 추격하려니까 이번엔 육정육갑의 병사인 듯 괴이하게 생긴 이들이 목우유마를 바람처럼 몰고 간다. 신이 그들을 돕는다며 크게 놀라 더 이상 쫓지 못한다.

### 강유를 상대
제107회, 사마의가 고평릉 사변을 벌여 권력을 장악하고 옹주에 있던 하후패까지 유인한다. 이에 난을 일으킨 하후패를 곽회가 진태의 도움을 받아 축출한다. 구안과 이흠이 강유의 명령을 이행해 국산 아래에 성 두 개를 쌓고 저항한다. 곽회와 진태가 이들을 에워싸 격전하는 한편 상류도 막아 식량과 식수를 고갈시킨다. 강유는 옹주를 교란함으로써 국산의 포위를 풀려고 우두산으로 진군한다. 진태의 전략에 따라 진태가 우두산으로 가 강유군의 시선을 잡아둔 사이 곽회가 조수를 취해 그 군량 수송로를 차단한다. 도망가는 강유군을 타격해 대승을 거둔다.
제109회, 강유의 제2차 북벌에 사마소가 임했다가 철롱산(鐵籠山)으로 내몰린다. 곽회가 이를 구출하기 위해 진태의 계책을 실행한다. 일단 강유와 연합한 강왕 미당에게 진태를 거짓 항복시켜 곽회 군영으로의 강습을 유도한다. 그렇게 온 아하소과를 궤멸시키고 강족병의 본진까지 역습해 미당을 생포한다. 손수 미당의 결박을 풀어주며 회유해 힘을 합치고 철롱산으로 진격한다. 그런 줄도 모르고 미당을 환영하려던 강유를 총공격해 분쇄한다. 활 말고는 어떤 무기도 없이 도주하는 강유를 추격한다. 강유의 활 쏘는 소리에 연달아 피하는데 정작 화살이 보이지 않는다. 화살조차 없음을 알고는 사격했는데 강유가 그 화살을 잡아서는 도로 날린 게 적중한다. 군사들에게 구조되어 화살촉을 뽑지만 피가 멈추지 않아 생을 마감한다.

## 가계
- 할아버지 : 곽전(郭全) - 대사농을 지냈다.[18]
  - 아버지 : 곽온(郭縕) - 안문태수를 지냈다.[18]
    - 본인 : 곽회
      - 아들 : 곽통(郭統) - 습봉한 아들로 관직은 형주자사에 달하였다.
        - 손자 : 곽정(郭正) - 곽통을 이었다. 함희 연간에 작위 제도가 오등작으로 개편되었다. 곽회의 공이 현저했으므로 곽정은 분양자(汾陽子)로 개봉(改封)되었다.

    - 동생 : 곽배(郭配) - 자는 중남(仲南). 명성이 높았으며 성양태수까지 하였다.[19]
      - 조카 : 곽전(郭展) - 자는 태서(泰舒). 유능하여 태복(太僕)까지 승진하였다.[19]
      - 조카 : 곽예(郭豫) - 자는 태녕(泰寧). 상국참군(相國參軍)에 종사하며 이름이 알려졌으나 요절하였다. 딸은 왕연(王衍)에게 시집갔다.[19]
      - 조카딸 : 배수의 처[19]
      - 조카딸 : 곽괴 - 가충의 처[19]

    - 동생 : 곽진(郭鎭) - 자는 계남(季南). 알자복야(謁者僕射)를 하였다.[19]
      - 조카 : 곽혁(郭奕) - 자는 태업(泰業). 산도로부터 고상하고 꾸밈이 없으며 아량까지 있다고 칭찬받았다. 옹주자사와 상서(尚書)를 역임하였다.[19]

    - 동생 : 곽량(郭亮) - 후손으로 북위의 곽조(郭祚)가 있다.[20]
    - 부인 : 왕릉의 누이

## 같이 보기
- 삼국지 인물 목록

## 참고 문헌
- 《삼국지》26권 위서 제26 만전견곽전(滿田牽郭傳) 곽회전
- 《삼국지》1권 위서 제1 무제기